# Le Mesnil-Simon (Eure-et-Loir)
Mesnil-Simon – miejscowość i gmina we Francji, w Regionie Centralnym, w departamencie Eure-et-Loir.
Według danych na rok 1990 gminę zamieszkiwało 337 osób, a gęstość zaludnienia wynosiła 37 osób/km² (wśród 1842 gmin Regionu Centralnego Mesnil-Simon plasuje się na 809. miejscu pod względem liczby ludności, natomiast pod względem powierzchni na miejscu 1198.).